# Ahmad Vahidi

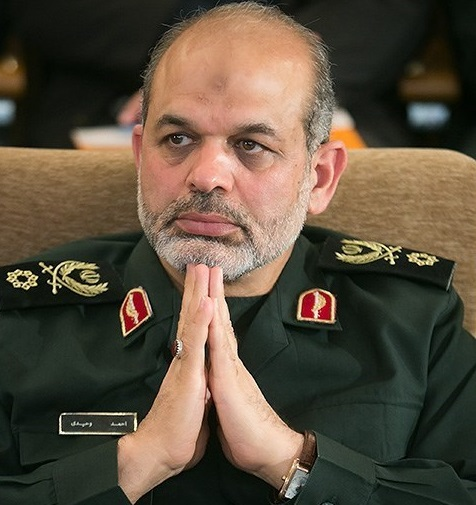
Generalmajor Ahmad Vahidi (2016)

Ahmad Vahidi (auch Ahmad Wahidi; persisch احمد وحیدی, geb. 27. Juni 1958 in Schiras) ist ein iranischer Generalmajor und seit 2021 Innenminister des Iran. Er wird verdächtigt, einer der Drahtzieher des Anschlags von Buenos Aires 1994 auf ein jüdisches Gemeindezentrum zu sein.

## Biografie
Vahidi wurde 1979 Mitglied der Revolutionsgarde. 1981 wurde er Stellvertreter von Mohsen Rezai, der damals Leiter der Spionageabteilung der Revolutionsgarde war. 1983 schloss er sich der Al-Quds-Einheit an.
Im Jahr 2005 wurde Vahidi zum Stellvertreter von Mostafa Mohammad Nadschar ernannt, der damals Verteidigungsminister wurde, und behielt diesen Posten bis August 2009, als er vom iranischen Präsidenten Mahmud Ahmadinedschad als Verteidigungsminister vorgeschlagen wurde. Das iranische Parlament bestätigte den Vorschlag des Staatspräsidenten, trotz der internationalen Kritik an Vahidi, mit 227 Stimmen bei 54 Gegenstimmen und fünf Enthaltungen. Im August 2013 endete die Amtszeit Vahidis, der von Hossein Dehghan abgelöst wurde.
Der iranische Präsident Ebrahim Raisi gab im August 2021 bekannt, Vahidi als Innenminister in sein Kabinett zu berufen.

### Vorwürfe der Beteiligung am Anschlag von Buenos Aires
Ahmad Vahidi wird vorgeworfen, als ehemaliger Kommandeur der Al-Quds-Einheit Drahtzieher des Anschlags von Buenos Aires 1994 auf das jüdische Gemeindezentrum Asociación Mutual Israelita Argentina gewesen zu sein, dem insgesamt 85 Menschen zum Opfer fielen. Bei Interpol liegt ein internationaler Haftbefehl gegen Vahidi vor. Die 2013 vorgelegte Anklageschrift des im Januar 2015 tot aufgefundenen argentinischen Staatsanwaltes Alberto Nisman listete neben Vahidi sechs weitere iranische Politiker auf. Mehr als 30 Jahre nach dem Bombenanschlag kündigte die Staatsanwaltschaft in Argentinien im Jahr 2025 an, Vahidi und weiteren flüchtigen Verdächtigen den Prozess zu machen, denn durch ein neues Gesetz sei es in Argentinien möglich, Strafverfahren gegen Angeklagte in Abwesenheit zu führen.